# Graciane Finzi
Graciane Finzi (10 de julio de 1945, Casablanca, Marruecos) es una compositora francesa nacida en Marruecos.

## Biografía
Graciane Finzi  estudió música en el Conservatorio de Casablanca, entonces dirigido por Georges Friboulet, donde sus padres eran profesores. Ingresó al Conservatorio de París a los diez años, donde estudió piano con Joseph Benvenuti y desarrolló un interés por la composición. Después de terminar sus estudios trabajó como compositora. Como directora musical del Festival de la Défense de 1975 a 1979 y después empezó a enseñar en el Conservatorio de París en 1979. Como vicepresidenta de la Sociedad Internacional de Música Contemporánea (SIMC) y de la Société Nationale y como representante oficial ante la Association Française d'Action Artistique (AFAA). También fue compositora residente de la Orquesta Nacional de Lille de 2001 a 2003.

## Obras
Las composiciones de Finzi a menudo mezclan diferentes géneros y estilos populares. Compone para teatro musical, voz, instrumentos solistas, conjunto de cámara y orquesta, pero se destaca para la ópera. Las obras seleccionadas incluyen:
- Il était tant de fois (1979)
- Les Chiens qui rêvent dans la nuit, Trío para flauta, viola y arpa (1982)
- Soleil vert para orquesta (1983)
- Pauvre asesino (1990)
- Ainsi la Vie para viola solo (1991)
- Espressivo para clavecín y sonidos fijos (1996)
- Le Dernier jour de Socrate (1997) ópera con Jean-Claude Carrière
- La Tombée du jour (1998) texto de Michel Schneider
- Bruma de sable (1999)
- Oda a Dalí (2000) texto de Federico García Lorca
- Osmose para viola y guitarra (2001)
- Errance dans la nuit (2002)
- Là-bas, peut-être, ópera (2003)
- Quand un enfant voyage, ópera (2004)
- Tango de impresión para violín (o viola o violonchelo) y acordeón (o piano) (2005)
- El clave fantástico, ópera
- Concierto para clavecín amplificado y orquesta con platillo (2007)
- Kadish (2009)[3]
- Concierto para viola y orquesta
- nómada
- Alma Mareira

## Premios y reconocimientos
- SACEM Gran Premio de la Promoción Sinfónica
- Premio Georges Enesco
- Gran Premio SACEM
- Premio SACD por su ópera "Pauvre Assassin", (estrenada en Estrasburgo, en la Opéra du Rhin)[4]